# Синявське сільське поселення (Ростовська область)
Синявське сільське поселення — муніципальне утворення у Неклинівскому районі Ростовської області.
Адміністративний центр поселення — село Синявське.
Населення — 5953 особи (2010 рік).

## Історія
У 1770 році невелике запорозьке поселення, що іменувалося Мількова слобода, було надано російському віце-адміралові Олексію Наумовичу Сенявину. Слобода перейменована на його честь
Перший дерев'яний храм у Синявському було закладено 30 вересня 1793 року. Будівництво завершилося менш ніж за півроку, й 28 січня 1794 року храм було освячено в ім'я Трьох Святителів.

## Адміністративний устрій
До складу Синявського сільського поселення входить:
- село Синявське — 3834 особи (2010 рік);
- хутір Водино — 142 особи (2010 рік);
- хутір Мержаново — 843 особи (2010 рік);
- хутір Морський Чулек — 964 особи (2010 рік);
- хутір П'ятихатки — 39 осіб (2010 рік);
- хутір Халибо-Адабашев — 131 особа (2010 рік).